# جنیفر سلوتا
جنیفر سلوتا (انگلیسی: Jennifer Celotta؛ زادهٔ ۱۱ نوامبر ۱۹۷۱) فیلم‌نامه‌نویس، تهیه‌کننده و کارگردان اهل ایالات متحده آمریکا است.
وی همچنین برندهٔ جوایزی همچون جایزه انجمن نویسندگان آمریکا شده‌است.